# Forteresse de Peniche
La forteresse de Peniche, classée comme monument historique depuis 1938, se trouve dans la ville de Peniche, située dans le district de Leiria sous-région de l'Ouest, région Centre au Portugal.

## Antécédents: le château de la ville
Au temps de l'indépendance du Portugal, Peniche est une île. Actuellement la forteresse est devenue le musée municipal de la ville de Peniche. À droite se trouve un monument érigé à la mémoire des « femmes aux lacets », qui ont tissé « des bobines de lacet » complexes sur des oreillers cylindriques.
L'ancien lit de la rivière d'Atouguia se trouve dans l'embouchure de ce fleuve qui constitue l'un des plus importants ports portugais du Moyen Âge et surtout un point-clé pour accéder aux principales villes du Centre du pays (Lisbonne, Óbidos, Torres Vedras, Santarém et Leiria), qui ont été engagées à de nombreuses reprises dans les évènements qui ont marqué l'histoire du Portugal.

## La forteresse
La construction de la forteresse a fait de cet endroit une place stratégique importante au XVIe siècle car elle fut érigée à l'entrée étroite de la péninsule. Le littoral rocheux délimitant le reste de la péninsule a permis de rendre la ville facile à défendre contre les incursions récurrentes des pirates à cette époque.

## La guerre de la Restauration et la fortification

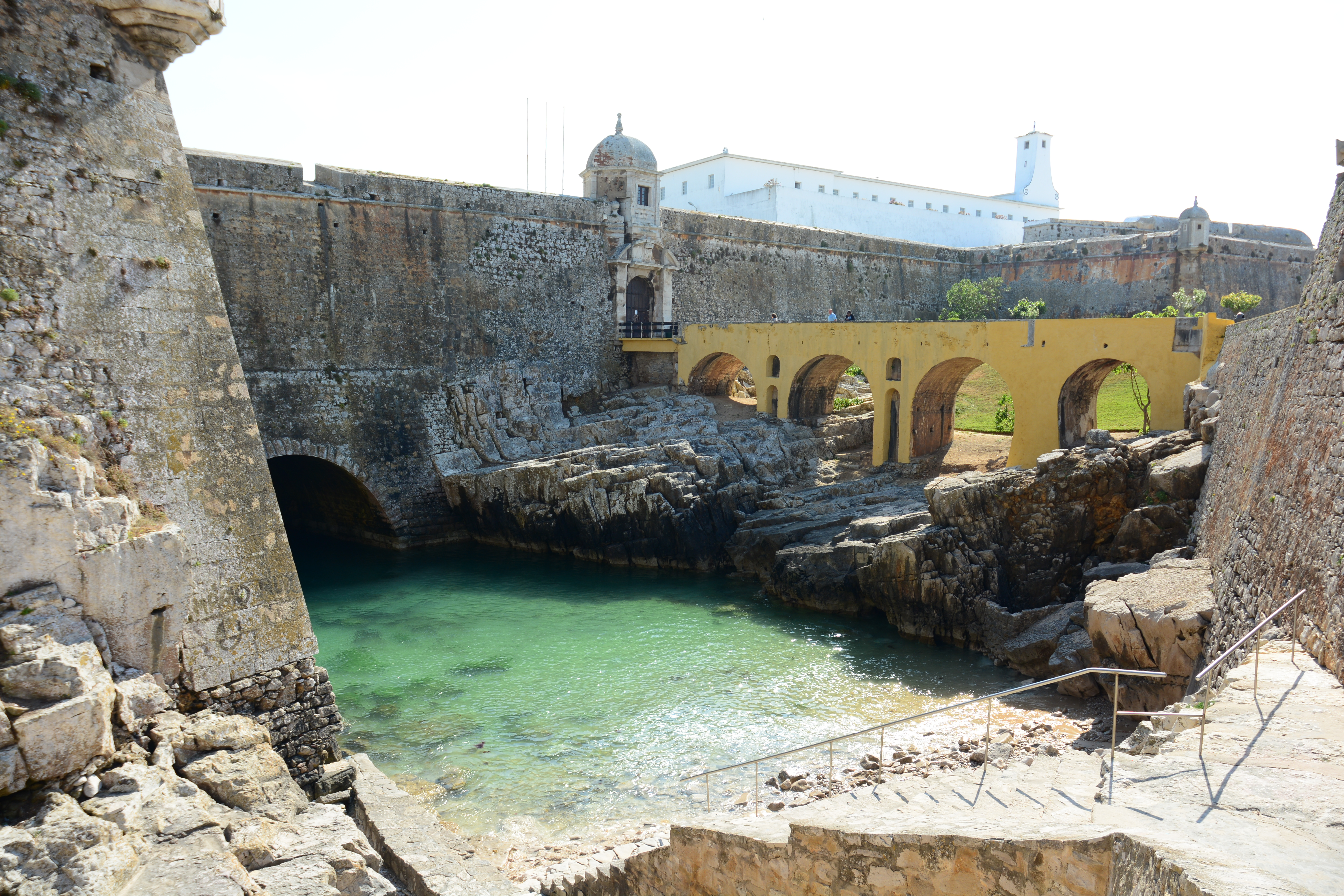

Cette fortification était assistée par le Fort de Praia da Consolação et par le Fort de São João Baptista das Berlengas, intégrant un étendu système de défense qui, néanmoins, s'est révélé faible d'abord dans le contexte de la guerre d'indépendance espagnole, puis pendant l'invasion napoléonienne de 1807 (commandée par Junot). De fin 1807 à août 1808, elle fut occupée par des troupes françaises. 
Au cours du temps, les envahisseurs ont procédé à des réparations du fort afin d'assurer leur défense et ont appliqué les armoiries du Portugal sur la barrière principale. Lors de l'occupation par les troupes anglaises de Lord Beresford, de nouvelles réparations ont été exécutées. Ce fut également le cas sous le règne de D. Miguel qui a élargi le périmètre de défense. La fortification n'a cependant pas été efficace pendant les Guerres Libérales. 	 
En 1836, la Praça-forte a vécu deux événements importants : l'incendie pendant lequel a  été détruit complètement le Palais du Gouverneur (qui ne put être récupéré) et l'explosion de la poudrière du fort. 	 
Au cours du XIXe siècle, la forteresse va perdre progressivement ses fonctions de place-forte pour être utilisée dans un premier temps comme simple prison (pendant les invasions napoléoniennes) et ultérieurement comme prison politique pendant les Guerres Libérales. Il y fut incarcéré soit des libéraux, soit des absolutistes.

## DuXXesiècleà nos jours
À l'aube du XXe siècle, la forteresse fut utilisée pour héberger les Boers lors de leur retour de la colonie portugaise du Mozambique après la victoire des Anglais en Afrique du Sud. Pendant la Première Guerre mondiale (1914-1918), des Allemands y furent incarcérés et elle finit par être transformée en prison politique de haute sécurité de 1930 à 1974 durant l'Estado Novo.

### Oliveira Salazar
Sous la dictature d'António de Oliveira Salazar (1932-1968), la forteresse a servi de prison pour les dissidents politiques. Pendant le régime de Salazar, le fort était une prison politique de haute sécurité. 
Le 3 janvier 1960, il y eut une spectaculaire évasion de la Forteresse de Peniche, menée à bien par Álvaro Cunhal, Joaquim Gomes, Carlos Costa, Jaime Serra, Francisco Miguel, José Carlos, Guillerme Carvalho, Pedro Retentir, Rogério de Carvalho et Francisco Martins Rodrigues.
Quelques prisonniers :
- Mário Araújo, né en 1935, adhérent du PCP, anime la cellule de l’Arsenal d’Alfeite, arrêté le 17 juillet 1967, prisonnier à Peniche du 16 juillet au 17 novembre 1968[3].
- Domingos Abrantes, né en 1936, emprisonné à Peniche du 10 février 1960 au 27 mars 1961 puis du 2 juin 1965 au 23 mars 1973 en raison de son appartenance au Parti communiste portugais depuis 1954. Échappé de la prison de Caxias le 4 décembre 1961 avec sept autres prisonniers, il est arrêté avec sa compagne Maria da Conceiçao Matos le 21 avril 1965. Ils se marieront dans le Fort de Peniche le 18 octobre 1969[3].
- Clemente Alves, né en 1952, condamné en juillet 1972 à 14 mois de prison pour «activités contre la sécurité de l’État», de fait en tant que militant du PCP, emprisonné à Peniche à sa demande (il était auparavant à Caxias) de janvier à septembre 1973[3].
- Daniel Cabrita, né en 1938, syndicaliste, Président du syndicat des employés de banque du district de Lisbonne. Arrêté le 30 juin 1971, condamné à deux ans de prison, soupçonné d’appartenir à l’ARA (Action révolutionnaire armée) et en lien avec le PCP, entré à Peniche le 26 février 1972 et libéré le 30 juin 1973. Durant sa détention, le 2 août 1972, son épouse, Helena Cabrita se suicide[3].
- Manuel Maria Candeias, né en 1943, adhérent au PCP en 1959, syndicaliste à la TAP (compagnie nationale d’aviation), arrêté le 30 juin 1971 avec d'autres syndicalistes et membres du PCP, condamné à 20 mois de prison le 10 février 1972, entré à Peniche le 26 février 1972, transféré à l’hôpital-prison de Caxias, le 5 février 1973[3].
- José Ernesto Cartaxo, né en 1943, arrêté à 28 ans le 6 juillet 1971, torturé par la DGS (Direction Générale de la Sécurité) et condamné à 23 mois de prison pour appartenance au Parti Communiste Portugais, alors clandestin. Entré à Peniche le 10 avril 1972 qu'il quitte le 6 juin 1973[3].
- Mário de Carvalho, né en 1944, à Peniche du 30 mai au 16 octobre 1973. Il avait été condamné en avril 1971 comme membre du parti communiste.
- António Borges Coelho, né en 1928, créateur d'une bibliothèque populaire (et illégale), militant du MUD puis du Parti communiste portugais, arrêté le 3 janvier 1956 « pour activités subversives », transféré à Peniche le 1er octobre 1957, s'y marie avec Isaura Silva le 3 janvier 1959, en sort le 21 mai 1962, sous régime de liberté conditionnelle[3].
- Álvaro Cunhal (1913-2005), prisonnier à Peniche pour la première fois en 1937.
- Dias Lourenço (1915-2010)
- Dinis Miranda (1929-1991)
- Adelino Pereira da Silva, né en 1939 ; entré au Parti communiste portugais en 1959, il participe à la préparation de la fuite de 1960 en estimant les durées d’un parcours automobile entre Peniche et Lisbonne. Arrêté le 2 février 1963, s’obstinant dans le silence lors des interrogatoires, il est emprisonné à Peniche en régime d’observation (à l’isolement) du 24 mars 1964 au 10 octobre 1969. Il épouse par correspondance sa compagne, Alice Capela, emprisonnée à Caxias en 1966[3].
- José Tavares Marcelino, né en 1939, syndicaliste à la TAP, condamné à 16 mois de prison, entré à Peniche le 26 février 1972, libéré le 29 septembre 1972.
- Faustino Reis, né en 1937, gérant d'une boutique Singer, arrêté le 1er juillet 1971 en raison de son activisme politique au PCP et au Mouvement d’opposition démocratique, 11 mois à Peniche, militant de la Coopérative culturelle populaire de Barreiro. Condamné à 20 mois de prison, il sera à Peniche du 12 avril 1972 au 19 mars 1973[3].
- Álvaro Ribeiro Monteiro, né en 1941, emprisonné à Peniche le 25 février 1972 après sa troisième arrestation et sa condamnation à 20 mois de prison pour appartenance au Parti communiste, où il n’effectuera que quatre mois de peine.
- Jaime Serra
- José Pedro Soares, membre de l’Union des résistants antifascistes portugais (União de Resistentes Antifascistas Portugueses - URAP), emprisonné à Peniche du 1er juin 1973 au 27 avril 1974. Ouvrier  mécanographe à la Centrale Mecanographique de l’Armée de l’Air à Alverca. Arrêté le 1er juillet 1971, à 21 ans, pour appartenance au Parti communiste portugais (clandestin). Condamné à  trois ans et demi de prison.
- Ângelo Veloso (1930-1990)[4].

Au moment de la révolution des Œillets du 25 avril 1974, c'est au matin du 27 avril que les prisonniers furent libérés après des négociations où furent débattues de la nature des libérations, le général Spinola ne souhaitant voir libérés que les prisonniers n'ayant pas participé à des crimes de sang.

### Après la révolution des Œillets
Elle a servi juste après d'abri aux retornados, des colons portugais revenus d'Afrique lors du processus de décolonisation.
Après la révolution des Œillets, en 1974, qui a libéré le Portugal du fascisme, le musée, jusqu'alors désigné comme le musée de la République et de la Liberté, est devenu le musée municipal. 
À partir de 1984, elle fut transformée en musée municipal afin d'y exposer des pièces  archéologiques, historiques et ethnographiques. 
À la suite d'une décision du Conseil des ministres en avril 2017, l'ancienne prison de l'État Nouveau abrite le musée national de la Résistance et de la Liberté, en mémoire des prisonniers politiques.  
Fermé depuis novembre 2017 pour des travaux de restauration confiés à l'architecte João Barros Matos, il a été inauguré en tant que musée national le 27 avril 2019, date anniversaire de la libération des prisonniers politiques de la forteresse de Peniche. À cet effet, la municipalité de Peniche a cédé 330 pièces du musée municipal à la direction générale du Patrimoine culturel (en portugais, Direção-Geral do Património Cultural) pour être exposés dans le futur musée : des cahiers, lettres et peinture de António Dias Lourenço ; des objets confectionnés par les prisonniers, des jeux, des livres, cartes de visite, dessins, poèmes et notes, ainsi que des lettres, cartes postales et photographies qu'ils recevaient ou écrivaient (certaines des lettres étaient retenues par la censure) ; le mobilier des cellules, des uniformes de prisonniers ; les contenus des 42 expositions qui ont eu lieu avant la fermeture. À l'entrée du musée se trouve le mémorial en hommage aux prisonniers politiques détenus à Peniche.
Il est destiné à préserver non seulement la mémoire comme prison politique mais aussi son passé antérieur, outre une grande partie des vestiges archéologiques de Peniche, la sauvegarde d’épaves historiques, l'artisanat des pêcheurs et de leurs femmes.
L'ancien musée se faisait remarquer avant par une exposition permanente dédié aux lacets tressés à la main, une activité qui fut pendant des siècles la spécialité locale des femmes. Au centre-ville il y a un monument dédié aux « tresseuses de lacets », qui tissent des bobines de lacets complexes sur des oreillers cylindriques,.
En 2006, les dépendances de la forteresse ont servi de décors à la mise en scène d'une reconstitution historique du « débarquement anglais » de 1589.

## Galerie

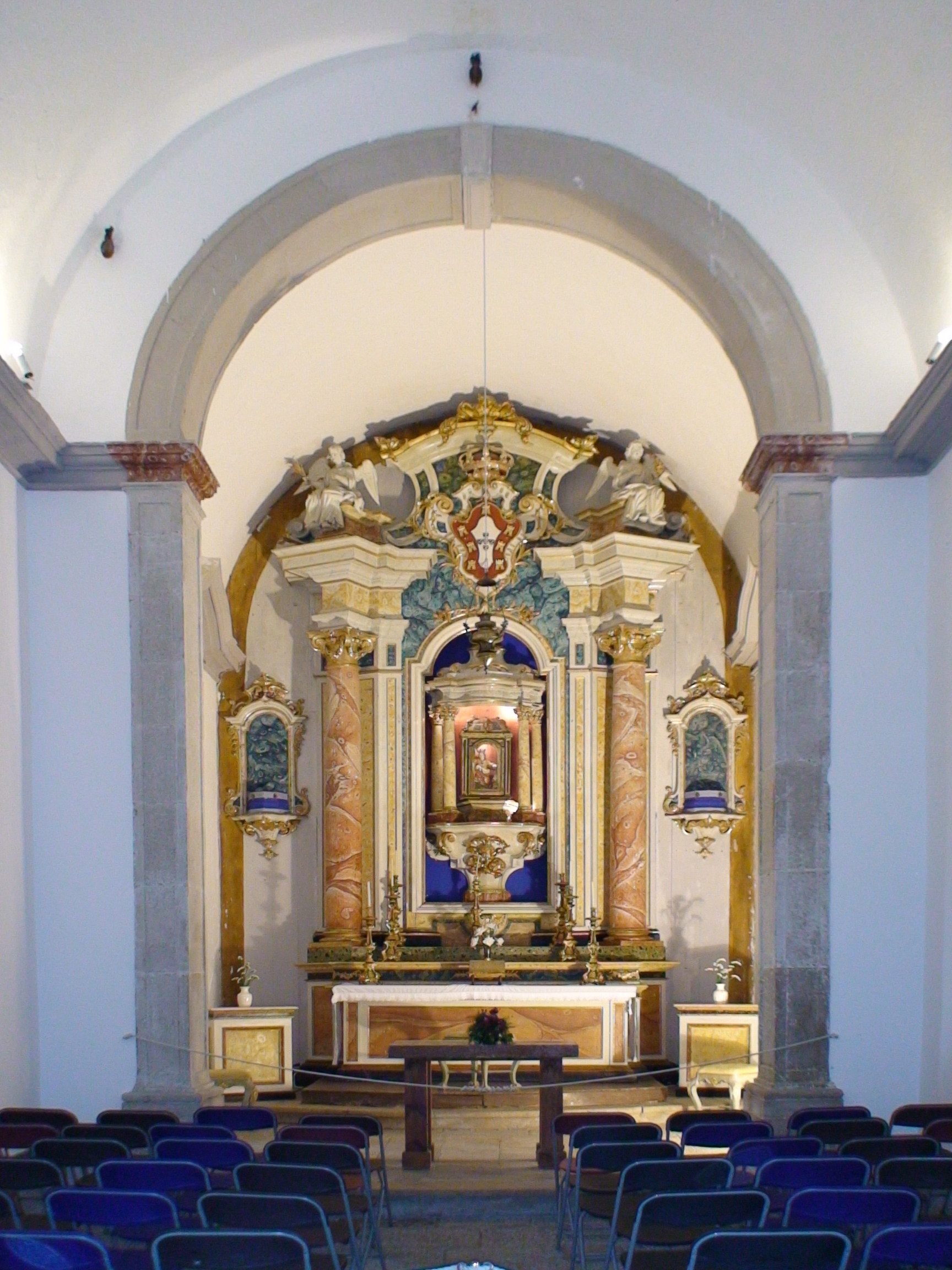
L'église de la forteresse.
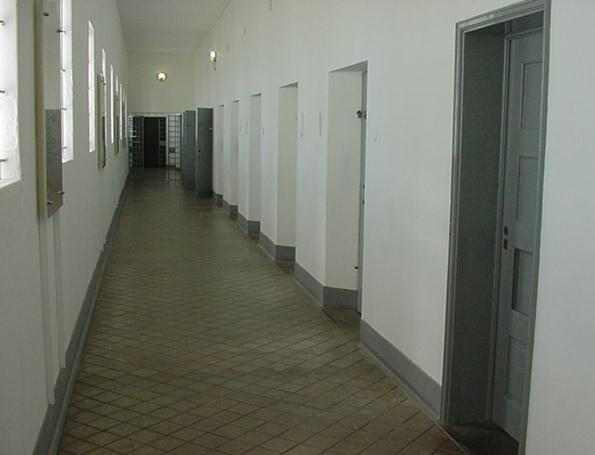
Intérieur de la prison.
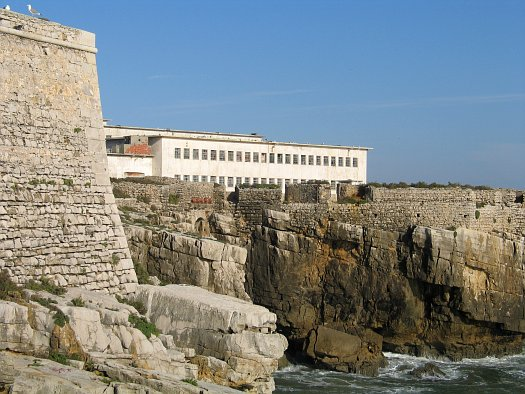
La prison.
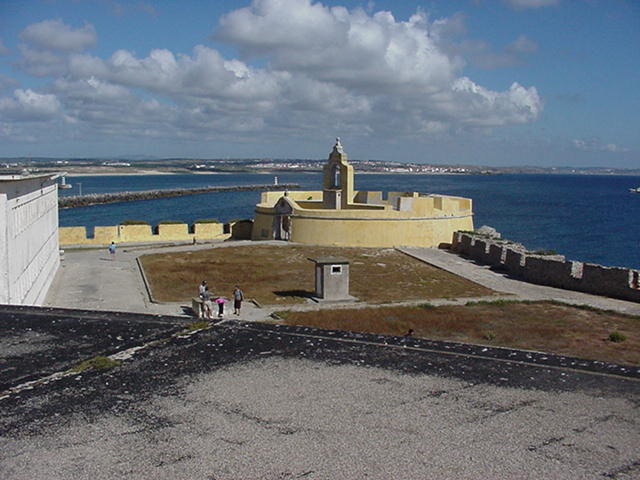
L'une des cours de la forteresse.
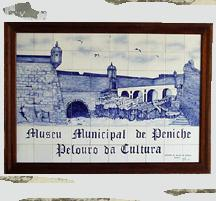
Azulejo du musée.